# Из Италии
Из Италии, op. 16 (нем. Aus Italien) — первая симфоническая поэма немецкого композитора Рихарда Штрауса, написанная в 1886 году под впечатлением от путешествия молодого композитора по Италии.
Штраус начал работу над симфонической поэмой во время путешествия по Италии летом 1886 года и закончил её 12 сентября того же года. Это произведение было посвящено учителю Штрауса Гансу фон Бюлову. Его жанр сам композитор определил как симфоническая фантазия для большого симфонического оркестра. Премьера этого сочинения состоялась 2 марта 1887 года в Мюнхене в исполнении придворного оркестра под управлением самого автора.
Симфоническая поэма написана в тональности соль мажор и состоит из четырёх частей:
- Auf der Campagna (В Кампанье)
- In Roms Ruinen (На римских развлинах)
- Am Strande von Sorrent (На пляжах Сорренто)
- Neapolitanisches Volksleben. Finale (Неаполитанская народная жизнь. Финал)

В финале, написанном в форме тарантеллы, Рихард Штраус использовал тему известной неаполитанской песни композитора Луиджи Денца «Funiculì, Funiculà», приняв её за народную мелодию.

## Состав оркестра
| Деревянные духовые - Флейта-пикколо - 2 флейты - 2 гобоя - Английский рожок - 2 кларнета в строе Си-бемоль - 2 фагота - Контрафагот Медные духовые - 4 валторны в строе Фа - 2 трубы в строе До - 3 тромбона | Ударные - Литавры - Малый барабан - Тамбурин - Тарелки - Треугольник Струнные - Скрипки - Альты - Виолончели - Контрабасы - Арфа |